# Stranger in Our House
Stranger in Our House (titlu original: Stranger in Our House) este un film american de televiziune de groază din 1978 regizat de Wes Craven. Rolurile principale au fost interpretate de actorii Linda Blair, Lee Purcell, Jeremy Slate, Jeff McCracken și Jeff East. Scenariul se bazează pe romanul Summer of Fear din 1976 de Lois Duncan.

## Distribuție
- Linda Blair - Rachel Bryant
- Lee Purcell - Julia Grant / Sarah Brown / Susan Peterson
- Jeremy Slate - Tom Bryant
- Jeff McCracken - Mike Gallagher
- Jeff East - Peter Bryant
- Carol Lawrence - Leslie Bryant
- Macdonald Carey - Professor Jarvis
- James Jarnigan - Bobby Bryant
- Fran Drescher - Carolyn Baker
- Kerry Arquette - Anne
- Sierra Pecheur - Nurse Duncan
- Billy Beck - Sheriff
- Patricia Wilson - Mrs. Gallagher
- Frederick Rule - Mailman
- Helena Mäkelä - Beverly Hills Lady